# 80s Mercedes
«80s Mercedes» — песня, записанная американской кантри-исполнительницей Марен Моррис, вышедшая 27 июня 2016 года на лейбле Columbia Nashville. Издана в качестве второго сингла с дебютного альбома Hero. Авторами и продюсерами песни стали сама Марен Моррис и Басби.
Сингл был сертифицирован в золотом статусе Recording Industry Association of America (RIAA).

## История
По словам Моррис, вдохновением для создания этой песни стала беседа с Audra Mae (внучатая племянница Джуди Гарленд), которая в своей беседе использовала фразу «80-е Мерседес», и Марен подумала, что это будет хороший заголовок для новой песни. Она упомянула эту идею Busbee на их совместной сессии записи песен, и тот начал задавать Моррис вопросы о возможных направлениях работы. Один из таких вопросов был: «В каком году вы родились?». Моррис ответила, что 1990 году, а затем Busbee сочинил строку: "Я дитя 90-х в моём «Мерседесе 80-х», что в итоге и вошло в окончательный вариант для этой песни. Песня испытывает некоторые влияния из песен 1980-х годов и содержит ссылку на песню «The Boys of Summer» Дона Хенли.
Песня получила положительные отзывы музыкальной критики и интернет-изданий. Журнал: Rolling Stone включил её в свой список 50 лучших песен 2016 года (№ 38 в «50 Best Songs of 2016»)
Музыкальное видео поставил канадский режиссёр Alon Isocianu, премьера прошла в августе 2016 года. В качестве автомобиля послужил мерседес марки Mercedes Benz 380 SL.
К январю 2017 года тираж сингла составил 236,000 копий в США.

### Номинации и награды
| Год  | Ассоциация                | Категория                                                        | Результат |
| ---- | ------------------------- | ---------------------------------------------------------------- | --------- |
| 2017 | Radio Disney Music Awards | Favorite Country Song                                            | Номинация |
| 2017 | CMT Music Awards          | Female Video of the Year                                         | Номинация |
| 2017 | CMT Music Awards          | Performance of the Year (вместе с Alicia Keys на CMT Crossroads) | Номинация |

## Чарты

### Еженедельные чарты
| Чарт (2016-17)                    | Наивысшая позиция |
| --------------------------------- | ----------------- |
| Канада (Billboard Country)        | 17                |
| США (Billboard Hot 100)           | 74                |
| США (Billboard Country Airplay)   | 12                |
| США (Billboard Hot Country Songs) | 11                |

## Сертификации
| Регион                                                                      | Сертификация | Продажи           |
| --------------------------------------------------------------------------- | ------------ | ----------------- |
| Канада (Music Canada)                                                       | Платиновый   | 80 000            |
| США (RIAA)                                                                  | Золотой      | 500,000 / 236,000 |
| Данные о продажах + прослушиваниях приведены только на основе сертификации. |              |                   |